# Coppa di Turchia (pallavolo femminile)
La Coppa di Turchia è un torneo per club della Turchia ed è posto sotto l'egida della Federazione pallavolistica della Turchia.

## Albo d'oro
| Edizione         | Edizione          | Podio         | Podio         | Podio         |               |
| Anno             | Sede della finale | Campione      | Risultato     | Finalista     |               |
| ---------------- | ----------------- | ------------- | ------------- | ------------- | ------------- |
| 1994-95 Dettagli | -                 | VakıfBank     | 3 - 0 3 - 1   | Beşiktaş      |               |
| 1995-96 Dettagli | -                 | Emlakbank     | 3 - 0 3 - 1   | Beşiktaş      |               |
| 1996-97 Dettagli | -                 | VakıfBank     | Round-robin   | Beşiktaş      |               |
| 1997-98 Dettagli | -                 | VakıfBank     | 3 - 2         | Eczacıbaşı    |               |
| 1998-99 Dettagli | -                 | Eczacıbaşı    | 3 - 0         | Enka          |               |
| 1999-00 Dettagli | -                 | Eczacıbaşı    | 3 - 0         | Güneş Sigorta |               |
| 2000-01 Dettagli | -                 | Eczacıbaşı    | 3 - 1         | VakıfBank GS  |               |
| 2001-02 Dettagli | -                 | Eczacıbaşı    | 3 - 0         | Yeşilyurt     |               |
| 2002-03 Dettagli | -                 | Eczacıbaşı    | 3 - 0         | Türk Telekom  |               |
| 2003-08          | -                 | Non disputata | Non disputata | Non disputata | Non disputata |
| 2008-09 Dettagli | Istanbul          | Eczacıbaşı    | 3 - 1 3 - 2   | Fenerbahçe    |               |
| 2009-10 Dettagli | Istanbul          | Fenerbahçe    | 2 - 3 3 - 2   | VakıfBank GS  |               |
| 2010-11 Dettagli | Smirne            | Eczacıbaşı    | 3 - 0         | Nilüfer       |               |
| 2011-12 Dettagli | Istanbul          | Eczacıbaşı    | 3 - 0         | Galatasaray   |               |
| 2012-13 Dettagli | Ankara            | VakıfBank     | Round-robin   | Eczacıbaşı    |               |
| 2013-14 Dettagli | Ankara            | VakıfBank     | Round-robin   | Fenerbahçe    |               |
| 2014-15 Dettagli | Ankara            | Fenerbahçe    | 3 - 2         | VakıfBank     |               |
| 2015-16          | -                 | Non disputata | Non disputata | Non disputata | Non disputata |
| 2016-17 Dettagli | Ankara            | Fenerbahçe    | 3 - 0         | VakıfBank     |               |
| 2017-18 Dettagli | Ankara            | VakıfBank     | 3 - 0         | Eczacıbaşı    |               |
| 2018-19 Dettagli | Smirne            | Eczacıbaşı    | 3 - 1         | Fenerbahçe    |               |
| 2019-20 Dettagli | Istanbul          | Non assegnata | Non assegnata | Non assegnata |               |
| 2020-21 Dettagli | Istanbul          | VakıfBank     | 3 - 0         | Eczacıbaşı    |               |
| 2021-22 Dettagli | Ankara            | VakıfBank     | 3 - 2         | Fenerbahçe    |               |
| 2022-23 Dettagli | Smirne            | VakıfBank     | 3 - 0         | Fenerbahçe    |               |
| 2023-24 Dettagli | Ankara            | Fenerbahçe    | 3 - 1         | Eczacıbaşı    |               |

## Palmarès
| Squadre    | Titoli | Edizioni                                                                        |
| ---------- | ------ | ------------------------------------------------------------------------------- |
| Eczacıbaşı | 9      | 1998-99, 1999-00, 2000-01, 2001-02, 2002-03, 2008-09, 2010-11, 2011-12, 2018-19 |
| VakıfBank  | 9      | 1994-95, 1996-97, 1997-98, 2012-13, 2013-14, 2017-18, 2020-21, 2021-22, 2022-23 |
| Fenerbahçe | 4      | 2009-10, 2014-15, 2016-17, 2023-24                                              |
| Emlakbank  | 1      | 1995-96                                                                         |